# Штемсхорн
Штемсхорн (њем. Stemshorn) општина је у њемачкој савезној држави Доња Саксонија. Једно је од 47 општинских средишта округа Дипхолц. Према процјени из 2010. у општини је живјело 703 становника. Посједује регионалну шифру (AGS) 3251036.

## Географски и демографски подаци
Штемсхорн се налази у савезној држави Доња Саксонија у округу Дипхолц. Општина се налази на надморској висини од 91 метра. Површина општине износи 8,8 km². У самом мјесту је, према процјени из 2010. године, живјело 703 становника. Просјечна густина становништва износи 80 становника/km².